# Samarjay Lajos
Samarjay Lajos (Pozsony, 1870. március 26. – Budapest, Terézváros, 1945. augusztus 14.) politikus, gépészmérnök, MÁV-elnök, múzeumigazgató, államtitkár.

## Életpályája
Földbirtokos családból származott; földjei Magyaróvár mellett voltak. Középiskoláját Pozsonyban végezte el. A Magyar Királyi József Műegyetem gépészmérnöki szakán végzett 1892-ben. Ugyanebben az évben a Kassa–Oderbergi Vasútnál kezdte pályáját. 1910-ben a Kassa–Oderbergi Vasút igazgatója, majd vezérigazgató-helyettese volt. 1912-től a Felügyelő Bizottság tagjaként részt vett a Közlekedési Múzeum  munkájában. 1920-tól a MÁV gépészeti főosztályának vezetője volt. 1927–1934 között a MÁV elnöke volt. 1929-ben államtitkár lett. 1934–1945 között a Közlekedésügyi Múzeum vezetője volt. 1944–1945-ben Mináry Józseffel szervezte a tárgyak vidékre költöztetését.

### Munkássága
Műszaki, tarifapolitikai és pénzügyi kérdések foglalkoztatták. A múzeumi munka legfontosabb területének a közművelődést tartotta, ezért a múzeum népszerűsítésén fáradozott. A gyűjteményről elkészítette a máig legrészletesebb, fényképes katalógust, amelyben minden tárgyról rövid leírást adott, pontosan megjelölve, hogy hol találhatók a kiállításon. A katalógus pótolhatatlan és felbecsülhetetlen értékű, mivel a második világháborúban, a bombázások alatt több műtárgy elpusztult. Létrehozta a városi közlekedési gyűjteményét, ennek bemutatása érdekében teljesen át kellett rendeznie a már zsúfolt kiállítást. A múzeum új épületbe költöztetése a második világháború miatt nem valósult meg.

## Családja
Szülei Samarjay Károly és Schiller Amália voltak. 1920. május 1-jén, Budapesten házasságot kötött Neubauer Alice-szel.
Temetése a Kerepesi temetőben történt (34-1-53).

## Művei
- Néhány adat a MÁV műszaki rekonstrukciójáról (Budapest, 1928)
- Besichtigung des königlichen ungarischen Verkehrsmuseums in Budapest (3. Internationale Schienentagung; Budapest, 1935)
- Magyar Királyi Közlekedési Múzeum (Tárgymutató; Budapest, 1935)

## Díjai, elismerései
- Ferenc József-rend (1909)
- A Magyar Érdemrend középkeresztje a csillaggal (1922) (1931)
- Nemzetvédelmi Kereszt (1943)